# 日経ニューオフィス賞
日経ニューオフィス賞（にっけいニューオフィスしょう）は、一般社団法人ニューオフィス推進協会と日本経済新聞社が共同で主催する、先進的なオフィスづくりを審査・表彰する賞である。後援は経済産業省と日本商工会議所。

## 概要
1986年、当時の通商産業省ニューオフィス推進委員会より、オフィスワーカーが一日のうちの相当な時間を過ごすオフィスの質的向上を主旨とした「ニューオフィス化推進についての提言」が発表された。1987年6月、ニューオフィス推進協会設立。1988年、第1回日経ニューオフィス賞が開催された。以降、年1回開催されている。
北海道、東北、中部、近畿、中国、四国、九州沖縄の7ブロックにて、各数件のニューオフィス推進賞を選定、その中からそれぞれの地方ブロックで経済産業局長賞を1件ずつ選定する。各ブロックの上位入賞オフィスは全国のニューオフィス推進賞に進み、経済産業大臣賞・環境賞・情報賞・オフィスセキュリティ賞各1件、クリエイティブオフィス賞1～3件が選定される。審査にあたっては、オフィスワーカーが快適でゆとりを感じ、創造性を高める場となっていること。ファシリティマネジメントの採用や情報技術の活用が行われていること。地球環境への影響や地域社会への貢献など、社会性が配慮されていることなどがポイントとなっている。受賞により社内外に対するブランディング効果や、社員のモチベーション向上が期待される。